# Na Lapači
Na Lapači je zimní hokejový stadión ve Vsetíně. Kapacita stadiónu je 5 400 míst, z toho 1 700 k sezení.

## Historie
Z důvodu stále se zvyšující úrovně vsetínského hokeje byla roku 1962 zahájena výstavba stálého zimního stadionu. Zpočátku se jednalo o kluziště s přírodní plochou, později se přeměnilo na plochu umělou. Teprve roku 1979 začala stavba kryté hokejové haly, která byla definitivně dokončena v roce 1986.
Ke dni 1. ledna 2009 získalo město Vsetín po dlouhých jednáních zimní stadion do svého vlastnictví. V létě pak přešel pod správu společnosti Vsetínská sportovní, s.r.o. Následující 2 roky proběhla postupná rekonstrukce, která si vyžádala přibližně 4,6 milionu korun. Vyměnilo se dosluhující osvětlení, mantinely, technologie strojovny a ozvučení stadionu.
V roce 2016 začala další rekonstrukce, při které byla položena betonová podlaha a pořízena nová světelná tabule. Zároveň byl také upraven systém chlazení. Rekonstrukce pokračovala i v dalších dvou letech opravou zázemí. Ve druhé polovině roku 2024 pak byly na stadionu instalovány pružné mantinely splňující kritéria pro extraligu.

## Galerie

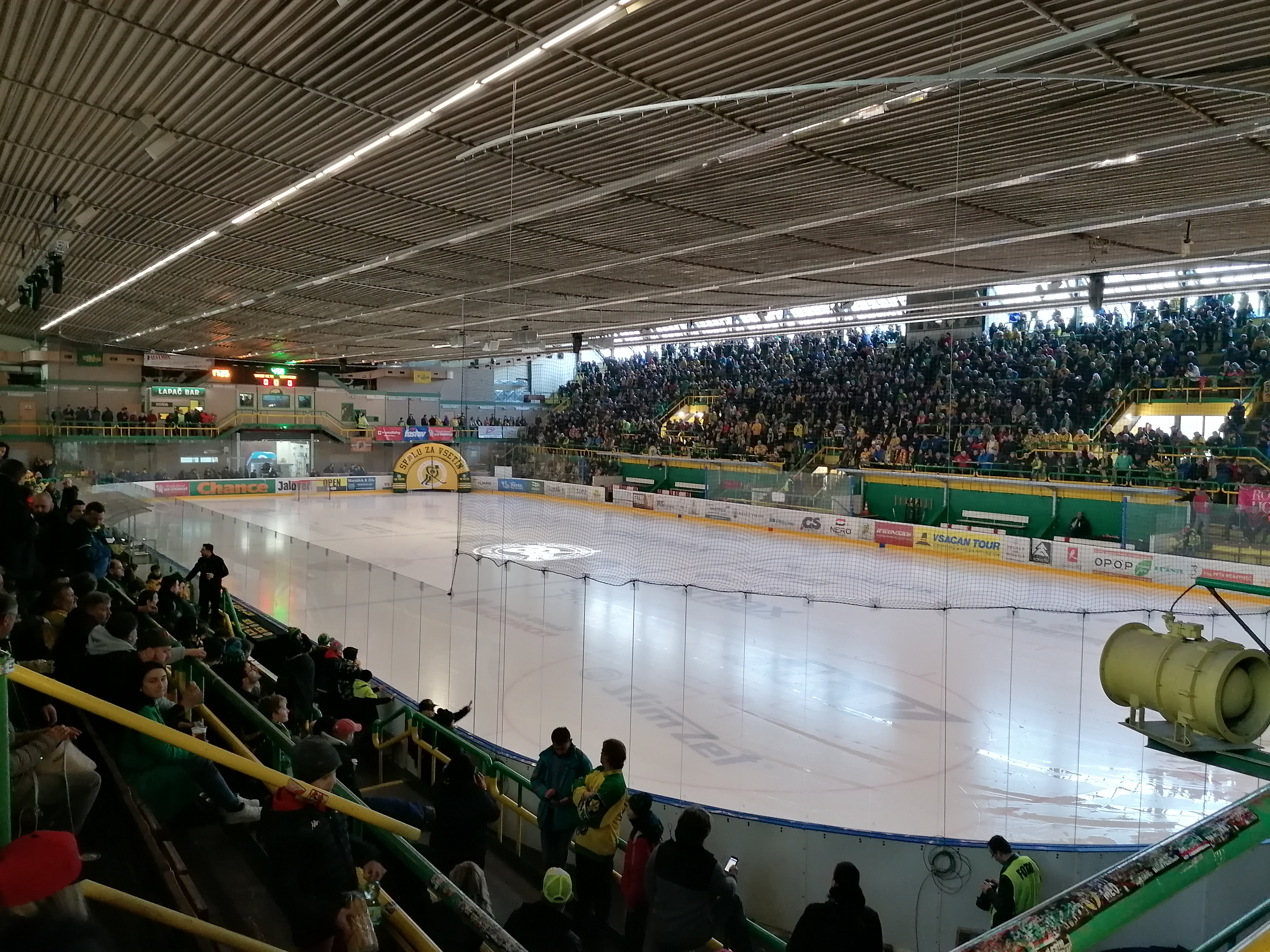
Interiér zimního stadionu Na Lapači